# ترنتون (تگزاس)
ترنتون، تگزاس (به انگلیسی: Trenton, Texas) یک شهر در ایالات متحده آمریکا با جمعیت ۶۶۲ نفر است که در تگزاس واقع شده‌است.

## موقعیت جغرافیایی
موقعیت جغرافیایی شهرها و مناطق اطراف به شرح زیر است: